# 劉文彬 (清朝)
刘文彬，江西安福人，清朝政治人物。举人出身。

## 生平
1720年接替陈尧信任娄县知县一职，1726年由王毓德接任。